# Q-Sound
Q-Sound ist ein Raumklang-System des ehemaligen kanadischen Unternehmens Q-Sound Labs. Das Verfahren wurde in den 1980er Jahren entwickelt und erstmals vermarktet.
Das System bietet die Möglichkeit, bei normalen Stereoaufnahmen einen 3D-Soundeffekt zu erzeugen: Der Zuhörer hat den Eindruck, dass Geräusche von vorne oder hinten auf den Zuhörer zukommen.
Prominente Anwender dieses Verfahrens sind unter anderem Sting und der Pink-Floyd-Mitbegründer Roger Waters, der das Klangverfahren mit der Audiotechnik-Weiterentwicklung von Mono- zu Stereoklang verglich.
Q-Sound wurde im Rahmen der Produktion von Musikalben und Filmen verwendet.

## Ausgewählte Alben "mixed in Q-Sound"
Über 60 Alben benutzen den Q-Sound. Dazu gehören unter anderem:
- The Adventures of MC Skat Kat and the Stray Mob von MC Skat Kat (1991)
- Amused to Death von Roger Waters (1992)
- Broken China von Rick Wright (1996)
- The Immaculate Collection von Madonna (1990)
- Dangerous von Michael Jackson (1991)
- Parallels von Fates Warning (1991)
- Pulse von Pink Floyd (1995)
- Power of Love von Luther Vandross (1991)
- The Soul Cages von Sting (1991)
- Spellbound von Paula Abdul (1991)
- Help Yourself von Julian Lennon (1991)
- Whaler von Sophie B. Hawkins (1994)
- Prisoners in Paradise von Europe (1991)